# Tom Wideman
Thomas Rutledge Wideman, detto Tom (Hartsville, 5 novembre 1976), è un ex cestista statunitense, professionista nella NBDL e in Europa.

## Palmarès

### Squadra
- Campione USBL (2000)
- Campione NBDL (2002)
- Copa Príncipe de Asturias: 1

Fuenlabrada: 2005

### Individuale
- USBL All-Rookie Team (1999)
- MVP Copa Príncipe de Asturias: 1

Fuenlabrada: 2005